# Емілія (співачка)
Емілія Янчева Вялева (болг. Емилия Янчева Вълева), більш відома як Емілія (болг. Емилия); нар.. 21 березня 1982, Гилибово, Болгарія — болгарська поп-фолк і соул співачка і актриса.

## Біографія
Емілія народилася 21 березня 1982 року в місті Гилибово. Має старшу сестру Даніелу. У дитинстві Емілія була пустотливою та неслухняною дівчинкою. У 12 років почала співати народні пісні у Живки Казакової та Дімітара Колеве. Потім вона продовжила своє навчання в школі міста Широка-Лика. Три роки потому вона відмовилася підписувати контракт із звукозаписною компанією Пайнер, але керівники компанії стверджували, що це сталось через те, що її голос не мав відповідних даних для запису якісних пісень. У той же час Емілія продовжила навчання в музичному класі в Димитровграді, закінчила в 2000 році.
У 1999 році Емілія записала свою першу пісню Свършено е з теб (укр. Все покінчено з тобою), яка отримала приз за найкращий дебют на фестивалі Тракія Фолк. У липні 2001 року Емілія запустила свій дебютний альбом Весело момиче (укр. Весела дівчинка). Після цього вона отримала прізвисько Весела дівчинка поп-фольку. У листопаді того ж року вона вперше заспівала за кордоном — разом із співачкою Глорією (співачка) дали концерт в Афінах.
У 2005 році Емілія випустила пісню Целувай мо (укр. Цілуй мене), яка стала візитною карткою співачки.
У 2006 році Емілія випустила пісню Взагалі мисля за теб (укр. Все ще думаю про тебе). Навесні 2006 року Емілія вирушила у свій перший закордонний тур до Австрії, де вона давала концерти для болгарської діаспори.
У 2010 році Емілія разом з колегами по цеху Малиною і Галеною випустили пісню Аларма (Сигнал), а у відеокліпі на пісню знялася актриса Латина Петрова. Після цього вона вирушила до США, де давала концерти в різних містах для болгарської діаспори.
У 2013 році Емілія випустила пісню і відеокліп Ти сі мі (укр. Ти мій) з індійськими мотивами.. У 2014 році Емілія випустила кілька дуетних композиції з ізраїльським співаком Аві Бенеді Кою но го каже (івр. בואי תגלי לי) (укр. Хто скаже тобі) і Балкания. У тому ж році Емілія разом з Аві дали концерт у Москві в Кремлівському палаці.
11 червня 2015 року на концерті з нагоди 25-річчя компанії Пайнер Емілія разом з Преславою, Цветелиною Яневою, Десі Славою, Галеной і Анелією представили нову версію популярної народної пісні Лале чи сі, зюмбюл чи сі, а 9 липня випустила кліп на цю пісню.
У 2016 році Емілія випустила нову пісню California, в записі якої взяв участь DJ Цеці Лудата Глава, яка зайняла в п'ятірці порталу Сигнал.бг

## Особисте життя
23 липня 2018 року Емілія вийшла заміж за Георга Башура. Має сина Івана, що вона народила від бізнесмена. У 2016 році Емілія народила доньку Міру

## Дискографія

### Студійні альбоми
1. 2001 — Весело момиче / Весёлая девочка
2. 2002 — Нежни устни / Нежные губы
3. 2004 — Ангел в нощта / Ангел в ночи
4. 2005 — Самотна стая / Одинокая комната Одинокая комната/
5. 2006 — Мисли за мен / Подумай обо мне
6. 2008 — Родена съм да те обичам / Я рождена любить тебя
7. 2010 — Така ми харесва / Мне нравится это так
8. 2012 — Смелите си имат всичко / У смелых есть всё
9. 2015 — Ех, Българийо, красива / Эх, Болгария, красивая

### Збірники
- 2007 — Целувай ме — Best Ballads
- 2013 — Златните хитове на Емилия

## Фільмографія
| Рік  |   | Українська назва | Оригінальна назва | Роль          |
| ---- | - | ---------------- | ----------------- | ------------- |
| 2012 | с | Взятка           | Відплата          | Марія Боянова |